# North Dorset
North Dorset é um distrito de administração local situado em Dorset, Inglaterra. É um distrito maioritariamente rural, mas inclui as cidades de Blandford Forum, Gillingham, Shaftesbury, Stalbridge e Sturminster Newton. Grande parte de North Dorset fica situado no vale do rio Stour e é designado por Blackmore Vale. A economia  de North Dorset  tem por base os produtos lácteos.
O distrito foi criado em 1 de Abril de 1974, sob a Lei do Governo Local de 1972, pela fusão dos burough municipais de Blandford Forum, Shaftesbury, Distrito Rural de Blandford, Distrito Rural de Shaftesbury e Distrito Rural de Sturminster.
No censo de 2001, North Dorset tinha uma população de 61 905 habitantes, o que representava uma subida de 8300 pessoas desde 1991.
No Distrito de North Dorset fica localizado o North Dorset Rugby Football Club.

## Localidades
Cidades com mais de2500 habitantes em negrito.
- Anderson, Ashmore
- Belchalwell, Blandford Forum, Bourton, Bryanston, Buckhorn Weston
- Cann, Charlton Marshall, Chettle, Child Okeford, Compton Abbas
- Durweston
- East Orchard, East Stour
- Farnham, Fifehead Magdalen, Fifehead Neville, Fontmell Magna
- Gillingham, Glanvilles Wootton
- Hammoon, Hazelbury Bryan, Hilton, Hinton St Mary
- Ibberton, Iwerne Courtney, Iwerne Minster
- Kington Magna
- Langton Long Blandford, Lydlinch
- Manston, Mappowder, Margaret Marsh, Marnhull, Melbury Abbas, Milborne St Andrew, Milton Abbas, Motcombe
- Okeford Fitzpaine
- Pimperne, Pulham
- Shaftesbury, Shillingstone, Silton, Spetisbury, Stalbridge, Stoke Wake, Stourpaine, Stour Provost, Stourton Caundle, Stour Row, Sturminster Newton, Sutton Waldron
- Tarrant Crawford, Tarrant Gunville, Tarrant Hinton, Tarrant Keyneston, Tarrant Launceston, Tarrant Monkton, Tarrant Rawston, Tarrant Rushton, Todber, Turnworth
- West Orchard, West Stour, Winterborne Clenston, Winterborne Houghton, Winterborne Kingston, Winterborne Stickland, Winterborne Whitechurch, Winterborne Zelston, Woolland